# 指数閉体
数学における指数閉体（しすうへいたい、英: exponentially closed field; 指数的に閉じた体）F とは、F は順序指数体 —すなわち、F は順序体で、なおかつ「指数函数」と呼ばれる F の加法群から F の正元の成す乗法群の上への準同型 E を持つ体（指数体）であって、E が順序写像となるもの— であって、その「指数函数」E が群同型かつ適当な自然数 n に対して 1 + 1/n < E(1) < n を満足するものを言う。

## 例
- 標準的な指数閉体の例は、実数全体の成す順序体である。ここで「指数函数」E としては、任意の a > 1 を底に持つ指数函数をとれる。

## 性質
- 任意の指数閉体 F は冪根（拡大）で閉じている (root-closed)。つまり、F の任意の正元は任意の自然数 n に対する n-乗根を F 内に持つ、別な言い方をすれば F の正元全体の成す乗法群は可除である。これは {\textstyle E({\frac {1}{n}}E^{-1}(a))^{n}=E(E^{-1}(a))=a\quad (\forall a>0)} が成り立つことによる。
  - その帰結として、任意の指数閉体はユークリッド体（英語版）となる。
  - その帰結として、任意の指数体は順序ピタゴラス体（英語版）となる。
- 必ずしもすべての実閉体が指数閉体となるわけではない。例えば、実代数的数体は指数閉でない。実際、実数体の任意の指数閉部分体 F において「指数函数」E は適当な (1 <)a ∈ F に対して E(x) = ax の形にとれ、しかし a が代数的数ならばゲルフォント–シュナイダーの定理により E(√2) = a√2 は代数的でない。
  - その帰結として、指数閉体の成す類は初等的（英語版）（一階の理論で公理化可能）でないことが従う（これは、実数体と実代数的数体が、互いに初等同値（英語版）な構造であることによる）。
- 指数閉体の類は擬初等類（英語版）である。これは体 F が指数閉となるための必要十分条件として「上への函数 E2: F → F ×
+  で E2(1) = 2 となるものが存在すること」を挙げることができて、この E2 は一階公理化可能であることによる。